# 하비 와인스틴 성적 학대 사건

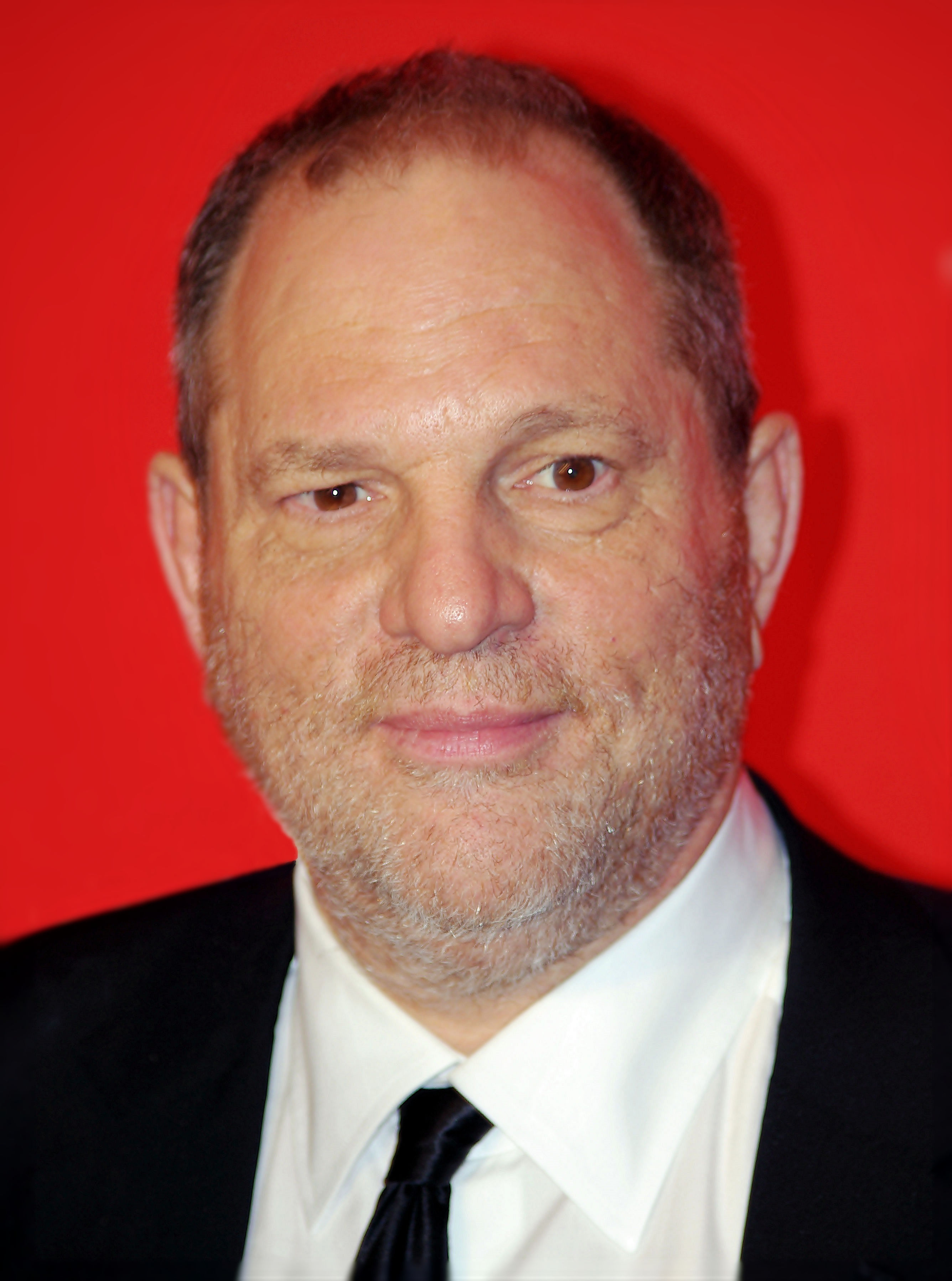
하비 와인스틴 (2011년)

하비 와인스틴 성적 학대 사건은 2017년 10월, 뉴욕 타임스와 더 뉴요커는 수십 명의 여성이 미국 영화 제작자 하비 와인스틴을 최소 30년 동안 강간, 성폭행, 성적 학대 혐의로 고발했다고 보도하여 일어난 일련의 사건이다. 영화계 여성 80여 명이 와인스타인을 이러한 행위로 고발했다. 하비 와인스틴은 "합의하지 않은 성관계"를 부인했다. 얼마 지나지 않아 그는 와인스틴 컴퍼니 (TWC)에서 해고되었고, 영화 예술 과학 아카데미(AMPAS)를 비롯한 여러 전문 협회에서 제명되었으며, 대중의 시선에서 완전히 사라졌다.
최소 6명의 여성의 불만에 대한 형사 수사가 로스앤젤레스, 뉴욕, 런던에서 진행되었다. 2018년 5월, 하비 와인스틴은 뉴욕에서 체포되어 강간 및 기타 범죄로 기소되었다. 2020년에 그는 3급 강간과 형사적 성행위 혐의로 유죄 판결을 받았고, 23년 징역형을 선고받았지만 절차상의 오류로 인해 2024년 항소에서 유죄 판결이 뒤집혔다. 하비 와인스틴은 로스앤젤레스에서 강간 1건과 성폭행 2건으로 유죄 판결을 받은 후 16년 추가 형을 선고받았고 이에 대해서도 항소했다. 2024년 7월 9일, 뉴욕 검찰은 크리스 파버 판사에게 와인스틴에 대한 추가 강간 혐의를 제기할 계획이라고 통보하며, 해당 주장이 주의 공소시효 내에 속한다고 밝혔다. 2024년 9월 12일, 맨해튼 검찰은 뉴욕 대배심이 하비 와인스틴을 새로운 혐의로 기소했다고 발표했다. 발표 이후 기소 내용의 세부 사항은 공개되지 않았다. 뉴욕 재심은 원래 2024년 11월 12일에 시작될 예정이었다. 그러나 지연되었고, 배심원 선정은 결국 2025년 4월 15일에 시작되었다. 2024년 10월 23일, 재판은 더욱 연기되었다. 판사는 2025년 1월 29일에 공판 전 심리를 정했다. 로스앤젤레스에서의 유죄 판결로 인해 하비 와인스틴은 여전히 감옥에 있다.
뉴욕 타임스와 더 뉴요커는 와인스틴 관련 보도로 2018년 퓰리처상 공공 서비스 부문을 수상했다. 이 스캔들은 전 세계 권력자들을 대상으로 유사한 주장을 촉발했고, 그들 중 다수가 직위에서 물러나는 결과를 낳았다. 또한 수많은 여성들이 #MeToo라는 해시태그를 통해 소셜 미디어에 성폭력, 희롱, 강간 경험을 공유하게 되었다. 이 스캔들이 다양한 산업 분야의 권력자들에게 미친 영향은 와인스틴 효과라고 불리게 되었다.